# نانسی ریچی
 نانسی ریچی (انگلیسی: Nancy Richey؛ زاده ۲۳ اوت ۱۹۴۲) یک تنیس‌باز اهل ایالات متحده آمریکا است.